# Jeanette Emt
Ewa Jeanette Emt, född 28 september 1964, är en universitetsadjunkt i praktisk filosofi vid Lunds universitet. Hon har översatt Immanuel Kants Kritik av det rena förnuftet till svenska för vilket hon tilldelades Svenska Akademiens översättarpris 2006. Hon har inom estetiken bidragit i diskussionen om den institutionella konstteorin. Hon har även, tillsammans med Elisabeth Mansén, redigerat antologin Feministisk filosofi (1994).
Emt är en aktiv debattör och medverkar ofta i radioprogrammet Filosofiska rummet i Sveriges Radio P1.

## Översättningar (urval)
- Knut Erik Tranøy: Medicinsk etik i vår tid (Medisinsk etikk) (Studentlitteratur, 1993)
- Robert Sylwester: En skola för hjärnan (A Celebration of Neurons) (Brain Books, 1997)
- Hugo A. Meynell: En fråga om smak? (The Nature of Aesthetic Value) (Nya Doxa, 1997)
- Susan Sherwin: Bioetik i ett feministiskt perspektiv (No Longer Patient) (Studentlitteratur, 1998)
- Jane M. Healy: Tillkopplad eller frånkopplad?: datorer, barn och lärande – digitala drömmar möter verkligheten (Failure to Connect) (Brain Books, 1999)

## Priser och utmärkelser
- 2006 – Svenska Akademiens översättarpris